# Difenylketen
Difenylketen je organická sloučenina patřící mezi keteny a heterokumuleny, se vzorcem (C6H5)2C=C=O.

## Historie
Difenylketen poprvé izoloval Hermann Staudinger v roce 1905 jako první známý keten.

## Příprava
Staudingerova příprava difenylketenu spočívala v reakci 2-chlordifenylacetylchloridu (získaného z kyseliny hydroxydifenyloctové a thionylchloridu), z něhož se působením zinku odštěpí dva atomy chloru:
Další možností je oxidace benzilmonohydrazonu (vytvořeného z difenylethandionu a hydrazinhydrátu) oxidem rtuťnatým a síranem vápenatým na monodiazoketon, jenž se poté zahřátím na 100 °C za odštěpení vodíku přemění na difenylketen:
Jiný postup objevil v roce 1901 Eduard Wedekind, šlo o dehydrohalogenaci difenylacetylchloridu triethylaminem, ale neprovedl izolaci a popis produktu; stejnou reakci popsal v roce 1911 H. Staudinger.
Laboratorně se difenylketen připravuje postupem založeným na Staudingerově metodě, přičemž se výtěžnost pohybuje mezi 53 a 57 %. Je také popsána příprava reakcí 2-brom-2,2-difenylacetylbromidu s trifenylfosfinem, jejíž výtěžnost dosahuje 81 %.
Také je známa syntéza spočívající v použití kyseliny difenyloctové a Hendricksonova činidla (trifenylfosfoniumanhydrid-trifluormethansulfonátu) za odštěpení vody, se 72% výtěžností.

## Vlastnosti
Difenylketen je za pokojové teploty (jako roztok v koncentrovaném dichromanu draselném) oranžovočervená olejovitá kapalina, mísitelná s organickými rozpouštědly (například diethyletherem, acetonem, benzenem, tetrahydrofuranem, nebo chloroformem), která za nízkých teplot vytváří žluté krystaly. Na vzduchu se rychle oxiduje, ale lze jej uschovávat v pevně uzavřených nádobách při 0 °C, případně v dusíkové atmosféře za přidání malého množství hydrochinonu jako inhibitoru polymerizace, aniž by došlo k rozkladu..

### Reakce
Difenylketen může reagovat s mnoha různými nukleofily, jako jsou alkoholy, aminy a enoláty; reakce probíhají pomalu, ale lze je urychlit katalyzátory. Přesný mechanismus těchto reakcí není znám.
Vysoká reaktivita difenylketenu se projevuje také tvorbou tří dimerů:
- cyklického diketonu 2,2,4,4-tetrafenylcyklobutan-1,3-dionu (I) po zahřívání s chinolinem
- β-laktonu 4-(difenylmethylen)-3,3-difenyloxetan-2-onu (II) za přítomnosti methoxidu sodného
- derivátu tetralinu 2,2,4-trifenylnaftalenn-1,3-(2H,4H)-dionu (III) za přítomnosti benzoylchloridu.

Z těchto dimerů se poté mohou tvořit další oligomery.

## Použití
Keteny (R1R2C=C=O) mají řadu vlastností a využití podobných isokyanátům (R-N=C=O).
Difenylketen reaguje s vodou, touto adiční reakcí se tvoří kyselina difenyloctová. Podobně reakcí s ethanolem vzniká ethylester kyseliny difenyloctové a s amoniakem její amid. Karboxylové kyseliny vytvářejí smíšené anhydridy kyseliny difenyloctové, které je možné použít k aktivaci chráněných aminokyselin a tvorbě peptidových vazeb.
{\displaystyle {\ce {(fenyl)2C=C=O->[{} \atop {\text{Z-Leu}}](fenyl)2CO-O-CO-{}}}{\text{Z-Leu }}{\ce {->[{} \atop {\ce {H-Phe-OEt}}]}}{\text{ Z-Leu}}{\ce {-Phe-OEt}}}
Chráněný dipeptid Z-Leu-Phe-OEt (ethylester N-benzyloxykarbonyl-L-leucyl-L-fenylalaninu) byl připraven, s 59% výtěžností, aktivací Z-leucinu difenylketenem a následnou reakcí s ethylesterem fenylalaninu.
Difenylketen se může autooxidovat, přičemž vzniká za teplot nad 60 °C polyester přes difenylacetolaktonový meziprodukt.
Ve Wittigově reakci lze z difenylketonu připravit allen.
Reakcí difenylketenu s trifenylfosfinem za teploty 140 °C a vysokého tlaku vznikají tetrafenylalleny.
Difenylketen může také vstupovat do [2+2]-cykloadicí, například s cyklopentadienem, za vzniku Dielsových-Alderových aduktů.
Iminy, jako je benzalanilin, se dají získat z difenylketenu a β-laktamů.
S karbonylovými sloučeninami obdobně vznikají β-laktony.
[2+2]-cykloadiční reakce difenylketenu s fenylacetylenem vytváří cyklobutenon, který se následně aromatizuje na fenylvinylketen a cyklizuje [4+2]-cykloadicí na 3,4-difenyl-1-naftol.
Podobnými Smithovými-Hoehnovými reakcemi se připravují i jiné substituované fenoly a chinony.